# Cyclosorus wildemanii
Cyclosorus wildemanii är en kärrbräkenväxtart som först beskrevs av Hermann Christ och som fick sitt nu gällande namn av Jacobus Petrus Roux.
Cyclosorus wildemanii ingår i släktet Cyclosorus och familjen Thelypteridaceae. Inga underarter finns listade i Catalogue of Life.